# Enogtredive (kortspil)
Enogtredive er et hasardkortspil, som spilles af mindst to spillere. Alle deltagere får til at starte med tre kort, hvorefter det efter tur går ud på at samle den maksimale værdi af sine kort – nemlig 31. Kortenes værdi følger tallet på kortet, dvs. eksempelvis en klør 7 er 7 point, spar 5 er 5 point. kuløren spiller således ingen rolle i pointgivningen. Dog kan man udelukkende lægge point sammen med point fra kort med samme kulør. Es'et giver 11 point, og alle billedkort og 10'ere giver 10 point. For at have 31 må man således samle to billedkort og et es i samme kulør eller alternativt en 10'er, et billedkort og et es.
Spillet kan også vindes hvis du sidder med 3 (Es) på hånden.
Reglen blev tilføjet senere end spillet, så en god ide er at aftale reglerne inden spillets start.
En udvidet version af “Enogtredive” er spillet “Enogfyrre”. Her gælder de samme regler, der spilles blot med 4 kort.